# Garzón vive
Garzón vive é uma telenovela colombiana. Foi exibida pela RCN Televisión entre 15 de janeiro e 1 de junho de 2018. A telenovela foi criada por Juan Carlos Pérez com base na vida do comediante, político e jornalista colombiano Jaime Garzón. É estrelada por Santiago Alarcón.

## Elenco
- Santiago Alarcón como Jaime Garzón
- Sebastián Gutierrez como Jovem Jaime
- Darío Cifuentes como Child Jaime
- Zharick León como Yolanda
- Diana Belmonte como Cravis
- Jacques Touckmanian como Mariano Garzón
- Carmenza González como Graciela de Garzón
- Cecilia Navia como Soledad Cifuentes
- Laura Rodríguez como Matsy
- Julio Escallón como El Negro
- Carolina Cuervo como Lucy
- Viviana Sandoval como Shifon
- Fernando Rojas como Nestor Morales
- Germán Escallón como Padre Cuervo